# 古谷俊夫
古谷 俊夫（ふるや としお、1926年（大正15年）5月27日 -  ）は、日本の教育者、実業家。一般社団法人高知県食品衛生協会会長、高知県旅館ホテル生活衛生同業組合理事長、高知県能楽協会第3代会長、特定非営利活動法人板垣会初代会長、海軍高知県海洋会会長、「京大土佐吉田会」会長。勲三等瑞宝章。

## 来歴
自宅が旧土佐藩士・乾和正（内蔵進）邸を改築した旅館兼料亭の朝日軒であり、南隣が旧板垣退助邸であったことから、板垣邸跡に建つ高野寺の庭は、幼少期からの遊び場であった。
高知市立第三尋常小学校（のちの高知市立追手前小学校）在学中の1937年（昭和12年）4月6日、高野寺の谷信讃の発意により板垣を顕彰する「板垣会館」が同寺内に建立された際は、成績優秀（首席）であったため、小学生代表として、来賓・頭山満、板垣退助長女・片岡兵子、退助孫・宮地茂秋ら臨席のもと、祝辞を奉読している。同校卒業後、高知県立高知城東中学校（現・高知県立高知追手前高等学校）を経て、昭和18年（1943年）12月1日、海軍兵学校に入校（第75期生）。昭和20年（1945年）10月1日、同校卒業。
終戦後、京都大学に進学し、京都市左京区にあった学生寮「京都土佐塾」に入寮する。1952年（昭和27年）、京都大学文学部を卒業した。
大学卒業後は土佐高等学校教諭を経て、高知サンライズホテル会長、高知県旅館ホテル生活衛生同業組合理事長、一般社団法人高知県食品衛生協会会長、高知県中小企業団体中央会第3代会長（在任期間：1991年（平成3年）2月 - 2006年（平成18年）5月）などを歴任した。

## 文化活動
高知県内に在住する京都大学出身者を対象として、1983年（昭和58年）9月6日に結成された「京大土佐吉田会」の会長となる。また、大日本帝国海軍出身であったことから、海軍の威風を顕彰し、戦歿者を慰霊する目的で作られた「海洋会」会長に就任した。
1988年（昭和63年）より高知商工会議所会頭・吉村眞一らと共に、高知県能楽堂の建設に尽力し、2008年（平成20年）2月17日、高知県能楽協会・第3代会長に就任。その他、高知県護国神社氏子総代、ガーナよさこい支援会会長、高知市立追手前小学校閉校記念事業の実行委員長などを務めた。高知鷹城ライオンズクラブ最年長会員。

## 板垣退助顕彰

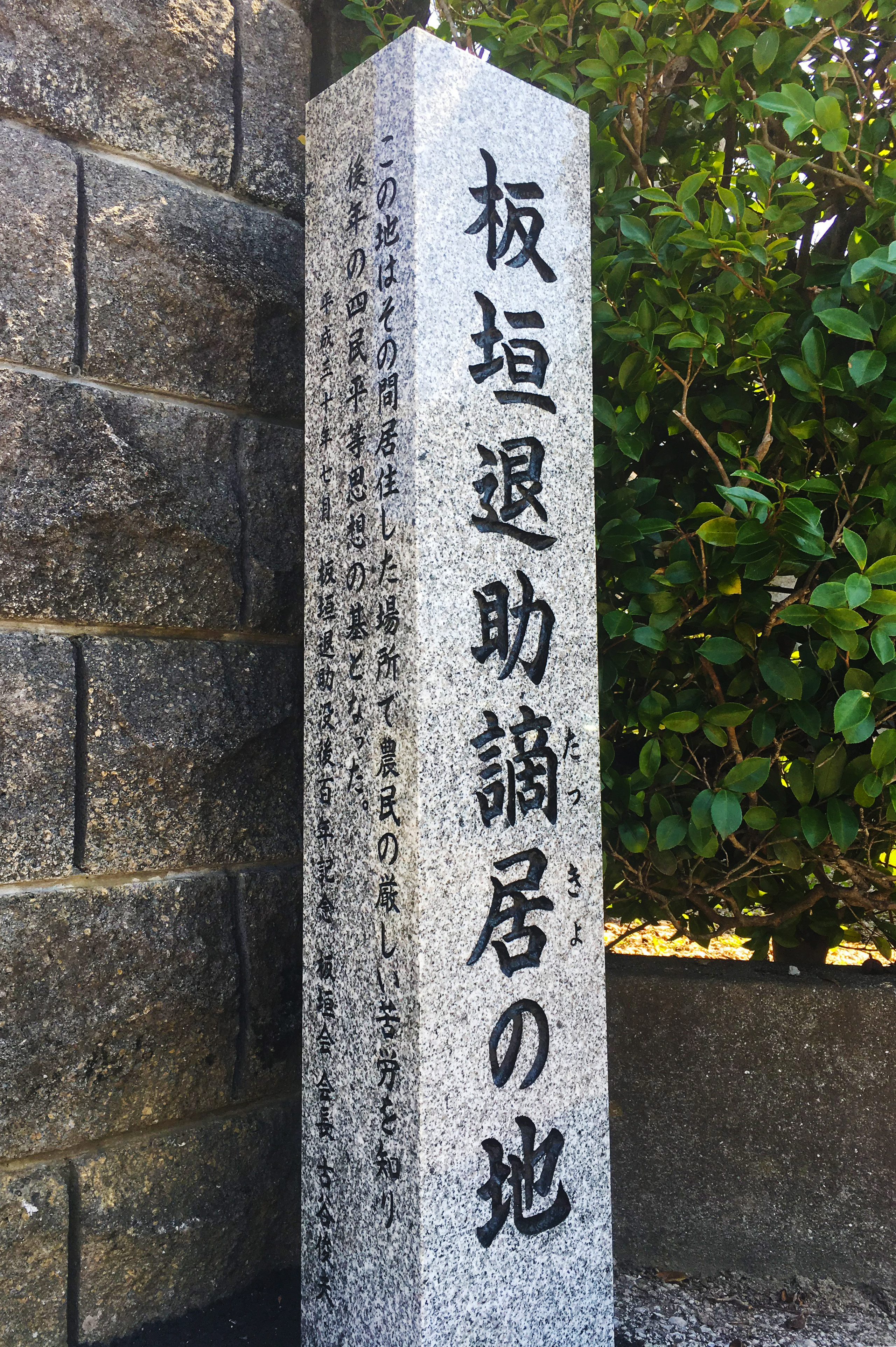
板垣退助謫居の地碑（高知・神田）

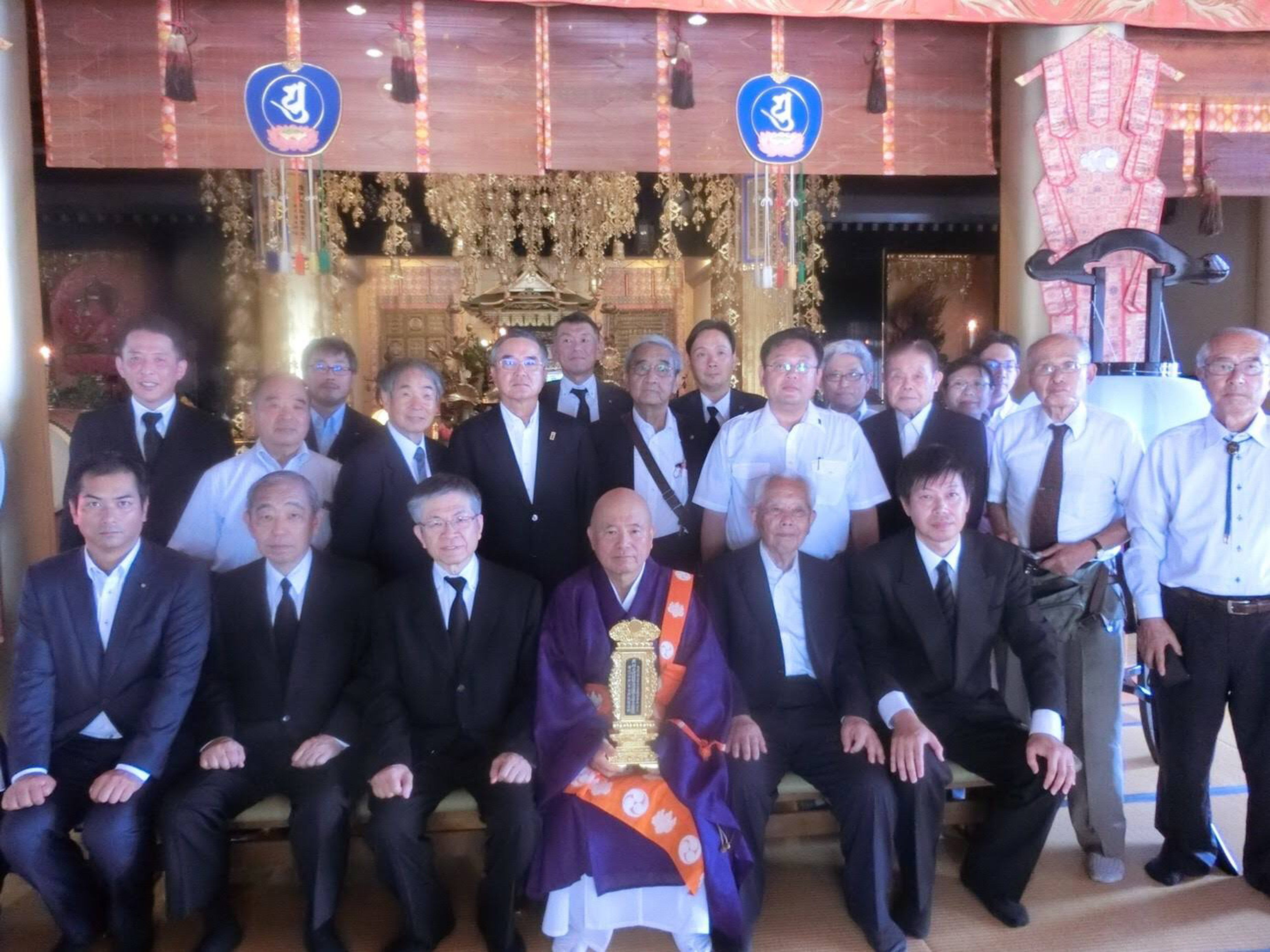
板垣退助百回忌命日法要（高知・高野寺）

1956年（昭和31年）5月11日に再建され、財団法人板垣会が管理を行っていた高知城追手門内の板垣退助銅像が酸性雨による影響のため損傷が著しくなったため、同法人を中心として1989年（平成元年）12月20日、吉村眞一を会長とする「板垣退助銅像改修期成会」が組織され、浄財を募ってこれを修復。和英両文の説明板を新たに設置し、1990年（平成2年）4月6日、板垣退助の岐阜遭難日にあわせて修復除幕式を挙行。式典では銅像前で土佐長谷川英信流居合の演武が奉納され、直会は高知サンライズホテルで開催された。銅像は修復の完了を以て、財団法人板垣会より高知県へ寄贈され、その管理を委ねた。その後、自らが経営する高知サンライズホテルが、板垣の生家跡（現・高野寺）の北隣であったことなどから、吉村らの知遇を得て財団法人板垣会の会長を永きにわたって務め、板垣の命日である7月16日には、高野寺での法要を毎年主催した。
その間、岐阜板垣会会長・澤田榮作とも交流をはかっている。
2008年（平成20年）、公益法人の法改正に伴い「財団法人」としての存続が危まれたため、1920年（大正9年）、安藝喜代香によって設立された「板垣伯銅像記念碑建設同志会」以来の会が断絶するのを防ぐため、特定非営利活動法人への移行が建議された。2013年（平成25年）7月8日、特定非営利活動法人として、財団法人の余剰金及び会員の移行をおこない、同法人の会長に就任した。
非営利活動法人板垣会は、2018年（平成30年）の板垣百回忌を期して、7月12日高知市神田に『板垣退助謫居の地』を示す石碑を建立。7月16日の百回忌法要では、高野寺において高知市長・岡崎誠也が祭文を奏上、一般社団法人板垣退助先生顕彰会理事長・髙岡功太郎が安倍晋三総理の揮毫による板垣の位牌を奉納、板垣退助曾孫・浅野一や、全国犯罪者の社会復帰に取り組む草刈健太郎らも来賓として参列した。2020年（令和2年）7月16日の板垣総会において、高齢を理由に自ら会長職の退任を表明。2022年（令和4年）7月16日の総会において薫的神社宮司・中地英彰が新会長として選任され、後任に席を譲るかたちで退任した。

## 栄典
- 「高知県観光功労者[21] 」表彰 - 高知県、1989年（平成元年）
- 勲三等瑞宝章[6] - 2002年（平成14年）4月。同年7月、「古谷俊夫先生の叙勲祝賀会」が催された[22]。
- 「高知県いい歯の表彰[23] 」- 高知県歯科医師会長特別賞、2017年（平成29年）

## 寄稿
- 『観光あれこれ』古谷俊夫著（所収『文化高知』財団法人高知市文化振興事業団、1991年（平成3年）5月1日）

## 支援・協力
- 1988年（昭和63年）- 能楽堂期成会設立[24]（高知サンライズホテルにて設立総会）
- 1989年（平成元年）- 高知城公園板垣退助銅像修復（板垣退助銅像改修期成会）
- 1994年（平成6年）- 高知県能楽協会設立（会長・吉村眞一、会長代理兼副会長・古谷俊夫、副会長・入交太二郎ほか）
- 2018年（平成30年）- 高知縣護國神社修築（髙知縣護國神社創立150周年記念事業）
- 2019年（令和元年）- 祇園「薩土討幕之密約紀念碑」建立（板垣退助先生顕彰会）